# سيلينة نيسية
السيلينة النيسية (باللاتينية: Silene niceensis) نوع نباتي يتبع جنس السيلينة من الفصيلة القرنفلية.

## الموئل والانتشار
موطنها المغرب العربي واليونان وإيطاليا وفرنسا وإسبانيا والبرتغال.

## مرادفات للاسم العلمي
- (باللاتينية: Silene arenicola C. Presl)
- (باللاتينية: Silene nicaeensis All.)